# Acciano
Acciano este o comună din provincia L'Aquila, regiunea Abruzzo, Italia.
Populația comunei este de 396 de locuitori (2005).

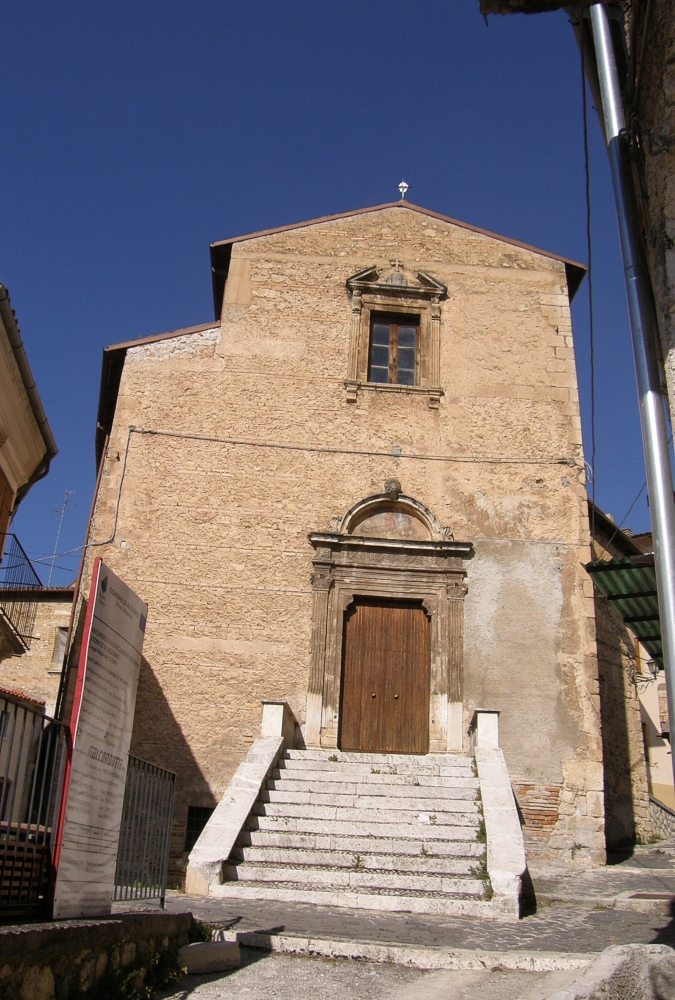
Biserica Sf. Petru și Pavel

## Demografie
Acciano - evoluția demografică

|  | Graficele sunt indisponibile din cauza unor probleme tehnice. Mai multe informații se găsesc la Phabricator și la wiki-ul MediaWiki. |

Date: Recensăminte sau birourile de statistică - grafică realizată de Wikipedia